# جرج اورست
کلنل سر جرج اورست (انگلیسی: Sir George Everest؛ ۴ ژوئیه ۱۷۹۰ — ۱ دسامبر ۱۸۶۶) یک نقشه‌بردار و جغرافی‌دان اهل ولز بود که منصب سر نقشه‌بردار کل هند را از سال ۱۸۳۰ تا ۱۸۴۳ برعهده داشت.
مسئولیت تکمیل پروژه بررسی مثلثاتی بزرگ تا حد زیادی بر عهده اورست بود که با دقت علمی به مساحی کل شبه قاره هند در امتداد قوس نصف‌النهار از جنوب هند تا نپال با فاصله حدود ۲٬۴۰۰ کیلومتر (۱٬۵۰۰ مایل) می‌پرداخت. این مساحی توسط ویلیام لمبتون در سال ۱۸۰۶ آغاز شد و عملیات آن چندین دهه به طول انجامید.
انجمن سلطنتی جغرافیا در سال ۱۸۶۵ کوه اورست را در زبان انگلیسی به نام و افتخار او نام‌گذاری کرد.

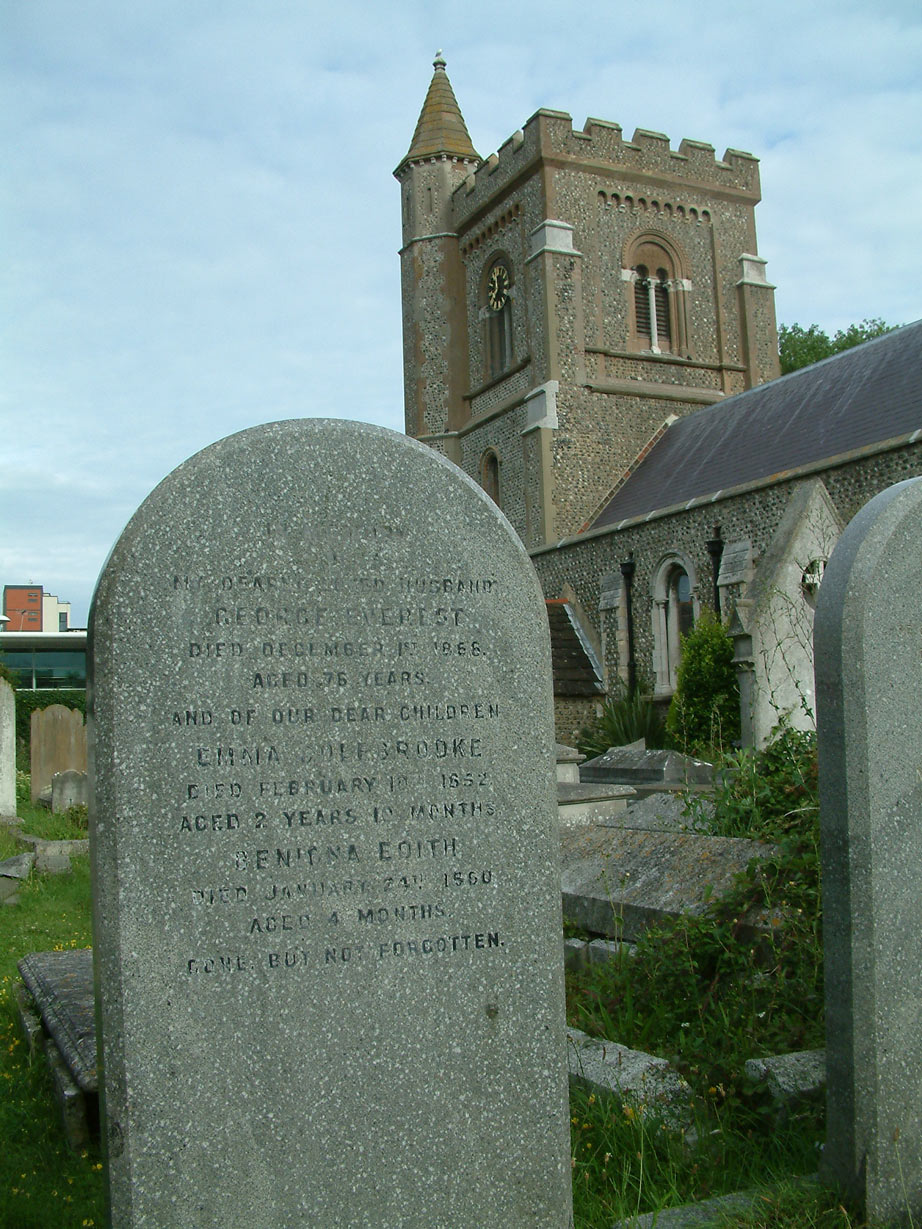
قبر جرج اورست، در کلیسای سنت اندرو هوو، انگلستان

هرچند او مخالف این امر بود.

## تلفظ «اورست»
تلفظ نام خانوادگی او در زبان انگلیسی «اورست» ‎/ˈiːvrist/‎. (یعنی Ever-rest یا همیشه در حال استراحت) است که پس از نام‌گذاری کوه اورست بنام او تلفظ ث لی به صورت: «ایورست» ‎/ˈɛvərist/‎ یا ‎/ˈɛvrist/‎ (به معنی همیشه در همیشه) عمومیت یافته‌است.

## زندگی
جرج اورست در ۴ ژوئیه ۱۷۹۰ دیده به جهان گشود ولی محل تولد او به‌طور دقیق مشخص نیست. او در ۲۷ ژانویه ۱۷۹۱ در کلیسای سینت الفج در گرینویچ تعمید داده شد. او در گرینویچ یا Gwernvale Manor به دنیا آمده‌است هرچند خانواده اش مدعی اند وی در کیرکهاول ولز زاده شده‌است.